# Sonic Colours
Sonic Colours, nome europeo di Sonic Colors (ソニックカラーズ?, Sonikku Karāzu), è un videogioco del 2010 di genere platform sviluppato dal Sonic Team per Wii e da Dimps per Nintendo DS, pubblicato da SEGA nel novembre del 2010 in tutto il mondo, e appartenente alla serie Sonic the Hedgehog, che a sua volta è il successore di Sonic Unleashed.
Il gioco introduce per la prima volta nella serie la razza di alieni colorati chiamata Wisp, questi esseri concedono diverse abilità al protagonista Sonic.
Sonic Colours ha ricevuto recensioni generalmente positive dalla critica, con elogi per la grafica, il gameplay, la colonna sonora e la rigiocabilità, ma critiche per il multiplayer e la difficoltà. Il gioco è stato un successo commerciale, vendendo oltre 4 milioni di copie nel mondo.

## Trama

### Sonic Colours
Dopo gli eventi di Sonic Unleashed, Sonic e Tails sono appena arrivati al parco interstellare creato dal perfido Dr. Eggman. Eggman dice di essere cambiato e aver costruito il parco per redimersi dalle cose compiute in passato ma Sonic sostiene che ha un piano segreto. Sonic vede due robot inseguire dei piccoli alieni volanti e allora li ferma. Tails inizia a esaminare la lingua da loro parlata e in seguito riesce a creare un apparecchio in grado di tradurre la lingua parlata dai Wisp (appunto gli alieni) in Codice Binario decifrabile solamente da lui (anche se con molta difficoltà, perché il software di traduzione non è molto accurato).
Dopo aver sconfitto un robot killer (il boss della prima zona), Sonic e Tails si insospettiscono di più e decidono di andare sugli altri pianeti del luna park. Sconfitto il terzo boss e distrutto il secondo generatore che teneva una delle destinazioni del luna park, Sonic e Tails scoprono che Eggman sta dando la caccia ai Wisp per usarli come carburante per un cannone del controllo mentale. Così Sonic distrugge gli ultimi generatori e la cosa sembra finita, ma Eggman aveva accumulato molta potenza e attiva il cannone, che però esplode.
Il parco inizia a venir risucchiato dell'esplosione di energia dei Wisp Nega (Wisp creati da Eggman per alimentare il cannone). Mentre scappano, Sonic e Tails vengono bloccati da Eggman, che ha costruito un robot per fermarli. Sonic decide di affrontare Eggman da solo, chiudendo Tails nell'ultimo ascensore e facendolo partire per il loro pianeta. Sconfitto Eggman, Sonic non riesce a scappare dall'esplosione, ma viene salvato dai Wisp, che nel frattempo erano tornati normali.
Il gioco finisce con l'eroico Sonic e il dolce Tails sani e salvi sul loro pianeta e i Wisp che se ne tornano, con i loro pianeti, nel loro posto nell'universo.

## Personaggi

### Personaggi giocabili
- Sonic the Hedgehog
- Virtual Hedgehog
- Mii

#### Super Sonic
Nintendo Wii
Per ottenere Super Sonic in Sonic Colours nella versione Wii bisogna ottenere i 180 Ring stella rossa e completare tutti gli atti di tutte le zone dell'Eggman's Sonic Simulator.
Nintendo DS
Per ottenerlo invece nella versione per Nintendo DS sarà sufficiente avere i 7 Chaos Emerald (Smeraldi del Caos) completando le sette fasi speciali. Super Sonic sarà giocabile solo nella zona extra.

### Non giocabili
| Nintendo Wii e Altre                                                            | Nintendo DS |
| ------------------------------------------------------------------------------- | --- |
| - Tails - Dr. Eggman - Orbot - Cubot - Metal Sonic (Ultimate) - I Wisp - Yacker | - Knuckles - Amy - Shadow - Cream - Cheese - Rouge - Blaze - Silver - Vector - Espio - Charmy - Omega - Big - Mamma Wisp (madre di Yacker) |

## Livelli
Il gioco è ambientato nel parco intergalattico del Dr. Eggman, ogni area tematica del parco ha 6 atti su Wii e 2 atti, una fase speciale e 3 missioni secondarie su Nintendo DS. Alla fine Sonic dovrà scontrarsi con il boss di quell'area, una delle varie guide robotiche del parco.
- Tropical Resort: è il centro del parco di divertimenti e area di ingresso, dall'ambientazione tropicale, la guida da battere è un gigantesco robot ciclope dietro alla ruota panoramica su Wii, su Nintendo DS invece, si chiama Globotron e ha braccia lunghe e una testa rotonda.
- Sweet Mountain: un pianeta su cui vengono prodotti dolciumi vari e seconda area tematica del parco, la guida da battere è un robot pirata chiamato il Capitano Jelly.
- Starlight Carnival: ambiente spaziale con moltissime luci, la guida da battere è Orcan, gigantesca navicella-robot a forma di orca.
- Planet Wisp: è il pianeta natale dei Wisp in fase di ricostruzione da parte del Dr. Eggman, la guida è un robot rosso identico a quello di Tropical Resort su Wii e un robot con braccia a trivella simile al Globotron chiamato Trivellotron su Nintendo DS.
- Aquarium Park: è la parte acquatica del parco interstellare, la guida da battere è un robot marinaio chiamato Ammiraglio Jelly che, stranamente ricorda sia per nome che per aspetto il Capitano di Sweet Mountain.
- Asteroid Coaster: è il rollercoster del parco, costruito nello spazio con cambi di gravità, il boss è Skullian, una navicella-robot dall'aspetto di un cranio di dinosauro che ricorda un po' Orcan.
- Terminal Velocity: si tratta dell'ascensore interstellare che riporta Sonic a terra, qui Sonic dovrà combattere contro il Dr. Eggman e il suo gigantesco Wisp robotico: il "Nega-Wisp".
- Eggman's Sonic Simulator: Area arcade stranamente dedicata a Sonic dove si può impersonare una versione robot di Sonic (alcuni livelli sono ispirati ai primi giochi di Sonic) nella versione per Wii, nella versione per Nintendo DS invece, Si possono ripetere le fasi speciali già completate.
- Nega-Mamma Wisp: Il vero livello finale del gioco che può essere visto solo su Nintendo DS, ove Sonic combatte contro la madre dei Wisp, modificata dal Dr. Eggman per riportarla in sesto. È accessibile solo dopo aver raccolto tutti e 7 i Chaos Emerald.

## Wisp
Questa è una lista dei Wisp presenti nelle versioni del gioco. Ogni Wisp dona un potere diverso a Sonic. Alcuni Wisp possono essere visti solo nella versione Wii e altri solo nella versione Nintendo DS.
|                                       | Nome del Wisp (nome originale)   | Colore    | Descrizione abilità |
| ------------------------------------- | -------------------------------- | --------- | --- |
| Entrambe le versioni                  | Turbo bianco (White Boost)       | bianco    | riempiono la barra del turbo di Sonic. Yacker è uno di loro |
| Entrambe le versioni                  | Trivella gialla (Yellow Drill)   | giallo    | muta in una trivella gialla e si potrà scavare nel terreno soffice; In acqua fa nuotare più velocemente. Tuttavia, se l'effetto finisce sottoterra, si perde una vita.                |
| Entrambe le versioni                  | Laser azzurro (Cyan Laser)       | ciano     | muta in un laser azzurro, e si muove ad alta velocità in modo da uccidere nemici, passare da un cristallo all'altro oppure teletrasportarsi su superfici azzurre uscenti dal terreno. |
| Entrambe le versioni                  | Razzo arancione (Orange Rocket)  | arancione | muta in un razzo arancione, portandolo a grandi altezze. |
| Su Wii e Ultimate                     | Cubo blu (Blue Cube)             | blu       | muta in un cubo, concede di distruggere alcuni tipi di oggetti che bloccano la strada e trasformare blocchi blu in ring blu che danno punti e viceversa.                              |
| Su Wii e Ultimate                     | Turbine verde (Green Hover)      | verde     | muta in una navicella verde in grado di fluttuare, e permette anche di eseguire uno scatto davanti a una fila di ring.                                                                |
| Su Wii e Ultimate                     | Aculei Rosa (Pink Spikes)        | rosa      | muta in una palla chiodata rosa e lo fa rotolare sui muri, può distruggere grandi quantità di oggetti e nemici e anche fare lo Scatto avvitato.                                       |
| Su Wii e Ultimate                     | Frenesia Furiosa (Purple Frenzy) | porpora   | Wisp dall'energia negativa, modificato dal Dr. Eggman. Sonic si trasforma in un mostro violetto che mangia/distrugge tutto ciò che trova. Distruggendo, diventa più grande.           |
| Solo su Ultimate                      | Spettro giada (Jade Ghost)       | giada     | muta in un fantasma, rende immateriale, per un breve periodo di tempo può oltrepassare gli ostacoli e fluttuare. Prima apparizione in Team Sonic Racing                               |
| Solo su DS cameo nelle altre versioni | Fiamma rossa (Red Burst)         | rosso     | Muta in una palla di fuoco rossa, in grado di saltare in alto generando esplosioni.                                                                                                   |
| Solo su DS cameo nelle altre versioni | Voragine viola (Violet Void)     | viola     | Crea buchi neri in grado di attirare nemici e oggetti. |

Color Blaster Finale
Il Color Blaster Finale (ファイナルウィスプブラスター?, Fainaru Wisupu Burasutā, lett. "Final Wisp Blaster", Final Color Blaster in inglese), è l'attacco finale del gioco. Sfrutta l'Iper-energia (Hyper-go-on) dei Wisp. Viene eseguito durante un Homing Attack.

## Sviluppo
Lo sviluppo del gioco è iniziato nel 2008, dopo il completamento di Sonic Unleashed. Pur mantenendo la maggior parte degli elementi chiave del gameplay chiave di Unleashed, il Sonic Team e Dimps hanno deciso di creare un bilanciamento equo tra velocità e platforming come i titoli per Mega Drive, rispetto all'andatura rapida di Unleashed. A seguito delle richieste dei fan, il team ha deciso di rendere Sonic l'unico personaggio giocabile e omesso temi basati su "meccanismi" come la scherma nello spin-off del 2009 Sonic e il Cavaliere Nero. Il team ha scelto di realizzare il gioco solo su Wii e DS sperando di espandere l'attrazione dovuta al successo del crossover Mario & Sonic ai giochi olimpici.

## Altri media

### Anime
Sonic Colours: Rise of the Wisps è una miniserie anime composta da due episodi di breve durata con intento promozionale, diretto e sceneggiato da Tyson Hesse con la collaborazione di GGDG. Introduce i personaggi di Ultimate ovvero Jade Ghost (Wisp color giada) e Metal Sonic. Nell'anime sono presenti dialoghi tra personaggi, fa ritorno il doppiatore statunitense di Sonic, Roger Craig Smith. La prima parte è stata pubblicata il 19 agosto 2021 mentre la seconda il 26 agosto 2021.

### Fumetti
Sonic Colours Comics (ソニックカラーズコミックス?, Sonikku Karāzu Komikkusu) è un fumetto digitale pubblicato in due capitoli sui profili social ufficiali della serie il 27 agosto e il 9 settembre 2021, scritto da Eitaro Toyoda, disegnato e colorato da Yui Karasuno, che racconta eventi precedenti l'inizio del videogioco.

## Sonic Colours: Ultimate
Sonic Colours: Ultimate, nome europeo di Sonic Colors: Ultimate (ソニックカラーズ アルティメット?, Sonikku Karāzu Arutimetto), è una versione rimasterizzata del gioco, pianificata in occasione dei festeggiamenti per il 30º compleanno della serie Sonic, sviluppata da Blind Squirrel Entertainment. Questa versione è caratterizzata da una serie di aggiunte. Durante il gameplay, Sonic può mutare in un nuovo Wisp color giada, sono state inserite la nuova modalità Rival Rush in cui si affronta Metal Sonic in una gara di velocità, il Tails Save ovvero una funzione di salvataggio per evitare le cadute e la Conta dei 100 Anelli che consente di avere l'invincibilità e punteggi di fine livello più elevati. Sul lato tecnico, l'intera colonna sonora è stata remixata, lasciando comunque la possibilità di selezionare l'originale, la risoluzione video è stata incrementata fino a 4K, il frame rate è più elevato e l'illuminazione Ambientale è stata migliorata. L'utente può riconfigurare i tasti del gamepad con l'apposita opzione, è stato aggiunto il doppiaggio in italiano, spagnolo, tedesco e francese e sono presenti dei contenuti estetici, alcuni tratti anche da Sonic - Il film.
La pubblicazione digitale è avvenuta il 7 settembre 2021 su Nintendo Switch, PlayStation 4, Xbox One e per PC su Epic Games Store con esclusiva temporale, in data 6 febbraio 2023 anche su Steam. Le versioni fisiche per il territorio EMEA sono state posticipate a causa di un ritardo logistico che riguarda il portachiavi di Baby Sonic da includere nelle confezioni.

## Doppiaggio
Il doppiaggio giapponese è diretto da Eriko Kimura, mentre quello internazionale da Jack Fletcher. Con l'uscita di Ultimate è stato aggiunto il doppiaggio italiano.
| Personaggi           | Doppiatore originale | Doppiatore americano | Doppiatore italiano (Ultimate) |
| -------------------- | -------------------- | -------------------- | ------------------------------ |
| Sonic the Hedgehog   | Jun'ichi Kanemaru    | Roger Craig Smith    | Renato Novara                  |
| Miles "Tails" Prower | Ryō Hirohashi        | Kate Higgins         | Benedetta Ponticelli           |
| Yacker               | Utako Yoshino        | Utako Yoshino        | Utako Yoshino                  |
| Dr. Eggman           | Chikao Ōtsuka        | Mike Pollock         | Aldo Stella                    |
| Orbot                | Mitsuo Iwata         | Kirk Thornton        | Massimo Di Benedetto           |
| Cubot                | Wataru Takagi        | Wally Wingert        | Luca Sandri                    |

## Accoglienza
| Testata                                 | Versione | Giudizio |
| --------------------------------------- | -------- | -------- |
| Metacritic (media al 2 settembre 2021)  | Wii      | 78/100   |
| Metacritic (media al 2 settembre 2021)  | DS       | 79/100   |
| GameRankings (media al 9 dicembre 2019) | Wii      | 78.02%   |
| GameRankings (media al 9 dicembre 2019) | DS       | 77.75%   |
| IGN                                     | Wii      | 8.5/10   |
| IGN                                     | DS       | 8.5/10   |
| Destructoid                             | Wii      | 4.5/10   |
| Multiplayer.It                          | DS       | 85/100   |
| Eurogamer                               | Wii      | 8/10     |
| Telegraph                               | DS       | 90/100   |

Sonic Colours ha ricevuto recensioni generalmente positive. Vennero apprezzate la grafica, il gameplay, la colonna sonora e la rigiocabilità, ma venne criticato per essere troppo difficile e di un multiplayer debole nel Simulatore Sonic di Eggman. Marco Esposto di IGN trovò Colours come un titolo che non evolveva particolarmente la formula, ma restava comunque un titolo divertente e colorato. La rivista Rolling Stone vide l'introduzione dei Wisp e delle rispettive abilità come un mezzo che ha dato vita a un'esperienza dinamica e coinvolgente assieme ad un level design intelligente e quasi sempre equilibrato. Il gioco, a marzo 2011, vendette oltre 2 milioni di copie.
Nonostante le recensioni positive, il gioco ricevette anche una recensione negativa: un 4.5/10 dal controverso Jim Sterling di Destructoid, che giunse alla conclusione che sia un brutto gioco, criticando la fisica, i controlli e l'Attacco a ricerca. Inoltre, ritenne pessimo il level design e descrisse le sezioni in 2D come atroci e mal-presentate, e descrisse il gioco stesso come progettato malissimo.

### AccoglienzaUltimate
| Testata                               | Versione      | Giudizio |
| ------------------------------------- | ------------- | -------- |
| Metacritic (media al 26 ottobre 2021) | Xbox ONE      | 74/100   |
| Metacritic (media al 26 ottobre 2021) | PlayStation 4 | 74/100   |
| Metacritic (media al 26 ottobre 2021) | N.Switch      | 66/100   |
| Metacritic (media al 26 ottobre 2021) | PC            | ??       |
| OpenCritic (media al 26 ottobre 2021) | varie         | 74/100   |
| Attack of the Fanboy                  | PlayStation 4 | [ 29 ]   |
| EveryEye.it                           | PlayStation 5 | 8/10     |
| PcInvasion                            | PC            | 8/10     |

Questa versione seppur migliorata in alcuni aspetti, non venne accolta in maniera calorosa dagli appassionati, dato che i livelli risultavano pieni di Bug e Glitch che rendevano il tutto non una delle migliori esperienze.